# Isidore Krapo
Isidore Krapo, de son vrai nom Hubert Bécheau, né à Périgueux le 12 septembre 1957, est un artiste-peintre et sculpteur français.

## Vie et œuvre
Hubert Bécheau vit ses premières années au château de la Jarthe, à Coursac, près de Périgueux, en Dordogne. Il est issu d’une famille nombreuse : il a quatre frères et cinq sœurs (son frère Vincent, architecte et designer, travaille en duo avec Marie-Laure Bourgeois). Il avait un grand-père dessinateur et peintre.
Il est diplômé des Beaux-Arts de Bordeaux, où il a étudié de 1980 à 1985.
Après ses études, il adopte le pseudonyme d’Isidore Krapo et s’installe en 1988 dans un premier atelier, qu’il appelle Epicerie d’Art, au 31 rue Buhan à Bordeaux. Il y expose entre autres une collection de «confitures de l’esprit». Ce sont des bocaux en verre transparent, étiquetés et numérotés, au couvercle scellé avec de la cire rouge, renfermant des objets de la vie quotidienne, collectés en différentes occasions et circonstances.
En 1992 Isidore Krapo s’établit définitivement dans un nouveau local, toujours à Bordeaux, au 17 rue Élie-Gintrac, entre la place de la Victoire et le marché des Capucins. C’est un ancien entrepôt, d’un peu plus de 100 mètres carrés, haut de neuf mètres, éclairé du haut par une verrière. Isidore y stocke et y expose ses nombreuses peintures. Il peint à l’acrylique et à l’huile, sur toile, sur bois et sur d’autres supports. Il aborde toutes sortes de sujets, entre autres les avions et le vin, et parfois reprend des chefs d’œuvre du passé (Le Tricheur de Georges de La Tour, Les Noces de Cana de Véronèse...). On a rapproché son style de la figuration libre, pour le tracé nonchalant, et du fauvisme, pour l’importance accordée à la couleur (l’artiste se dit post-contemporain-primitif et chef-coloriste). Il a aussi répondu à des commandes institutionnelles pour la création d’affiches et d’illustrations (Gaz de Bordeaux, conseil général de la Gironde, etc.).
Krapo ouvre régulièrement son atelier au public pour y exposer d’autres artistes, notamment, chaque mois, le jour correspondant au chiffre du mois (3 mars, 4 avril, 5 mai etc). Déjà en 2020, quelque 140 artistes français et étrangers avaient ainsi pu montrer leurs travaux dans ce lieu.
Au fil des ans, Isidore Krapo remodèle l’espace et le volume de son atelier, y créant des escaliers, des mezzanines, des passerelles, un ensemble de coins et de recoins formant comme un labyrinthe, un «capharnaüm organisé» : le lieu devient ainsi lui-même une œuvre d’art. Le matériau de prédilection d’Isidore est le bois des palettes qu’il récupère dans le quartier. Aussi, en 2016, rebaptise-t-il Château Pallettes (avec deux L, "pour les palettes de bois et de peinture") son local, devenu un lieu renommé de la scène artistique bordelaise.

## Expositions personnelles
- 1987. Chantier du Chai, Bordeaux (33).
- 1992. Galerie Picturale, Bergerac (24).
- 1993. Galerie Boeuf, Bordeaux (33).
- 1994. Galerie pour la vie CAPC, Bordeaux (33).
- 1997. Espace Expo Gaz de Bordeaux, Bordeaux (33).
- 1999. Galerie de l’Astronome, Bazas (33).
- 2000. Château Bardin, Cadaujac (33).
- 2003. Le bistroy, Bouliac (33).
- 2003. Porte 2a, Bordeaux (33).
- 2005. Galerie du Passage, Bordeaux (33).
- 2005. Atelier Nuance, Bazas (33).
- 2008. La Nouvelle Galerie, Bergerac (24).
- 2008. Galerie Monassilah, Assilah (Maroc).
- 2008. 54th Hiroshima Peace Art Exibition, Hiroshima (Japon).
- 2009, février. Café le Zig-Zag, Bordeaux (33).
- 2009, mars. Porte 44, Bordeaux (33).
- 2009, juillet. Galerie des Tanneries, Nérac (47).
- 2010, décembre. Galerie Oberkampf, Paris (75).
- 2013. Galerie Quai des Livres, “Meeting aéronautique”, Bordeaux (33).
- 2013, mars-avril. Galerie Le Hil, Bordeaux (33).
- 2014. Boulevard des potes, “Carnet de voyage”, Bordeaux !33).
- 2016. Château de Pujols, "Vents de couleur", Pujols (47).
- 2016. La petite Machine à musique, Boustrophédon #12, Bordeaux (33).
- 2017. Galerie Monassilah, Assilah (Maroc).
- 2018. Pôle municipal Simone Veil, "Krapo Art Force", Saint-Médard (33).
- 2019. Symposium Mariana Veriokinos, Utena (Lituanie).
- 2020, juin-août. Les Glacières de la Banlieue, "Au préalable", Bordeaux-Caudéran (33).
- 2020-21. Centre Bois Fleuri, "Au-delà de la couleur, le ciel", Lormont (33).